# Media Wales
Media Wales je vydavatelství se sídlem v Cardiffu, hlavním městě Walesu. V roce 2009 byla jeho vlastníkem společnost Trinity Mirror. Společnost založil v roce 1869 John Crichton-Stuart jako konzervativní noviny. Původní sídlo novin bylo v roce 1893 zničeno při požáru, nová budova byla otevřena o dva roky později. Společnost vydává například noviny Western Mail, Rhondda Leader a South Wales Echo. Vede také několik internetových stránek. WalesOnline je webová stránka Media Wales zaměřená na velšské zprávy, sport, podnikání a zábavu. Cardiff Online je internetový portál zaměřený na zprávy z hlavního města země.